# 9614 Cuvier
9614 Cuvier eller 1993 BQ4 är en asteroid i huvudbältet som upptäcktes den 27 januari 1993 av den belgiske astronomen Eric W. Elst vid CERGA-observatoriet i Nice. Den är uppkallad efter fransmannen Georges Cuvier.
Asteroiden har en diameter på ungefär 3 kilometer.